# Zoë Më
Zoë Anina Kressler (født 6. oktober 2000), professionelt kendt som Zoë Më, er en schweizisk sangerinde og sangskriver. Hun repræsenterede Schweiz i Eurovision Song Contest 2025 på hjemmebane i Basel med sangen "Voyage".